# Allvar Gullstrand

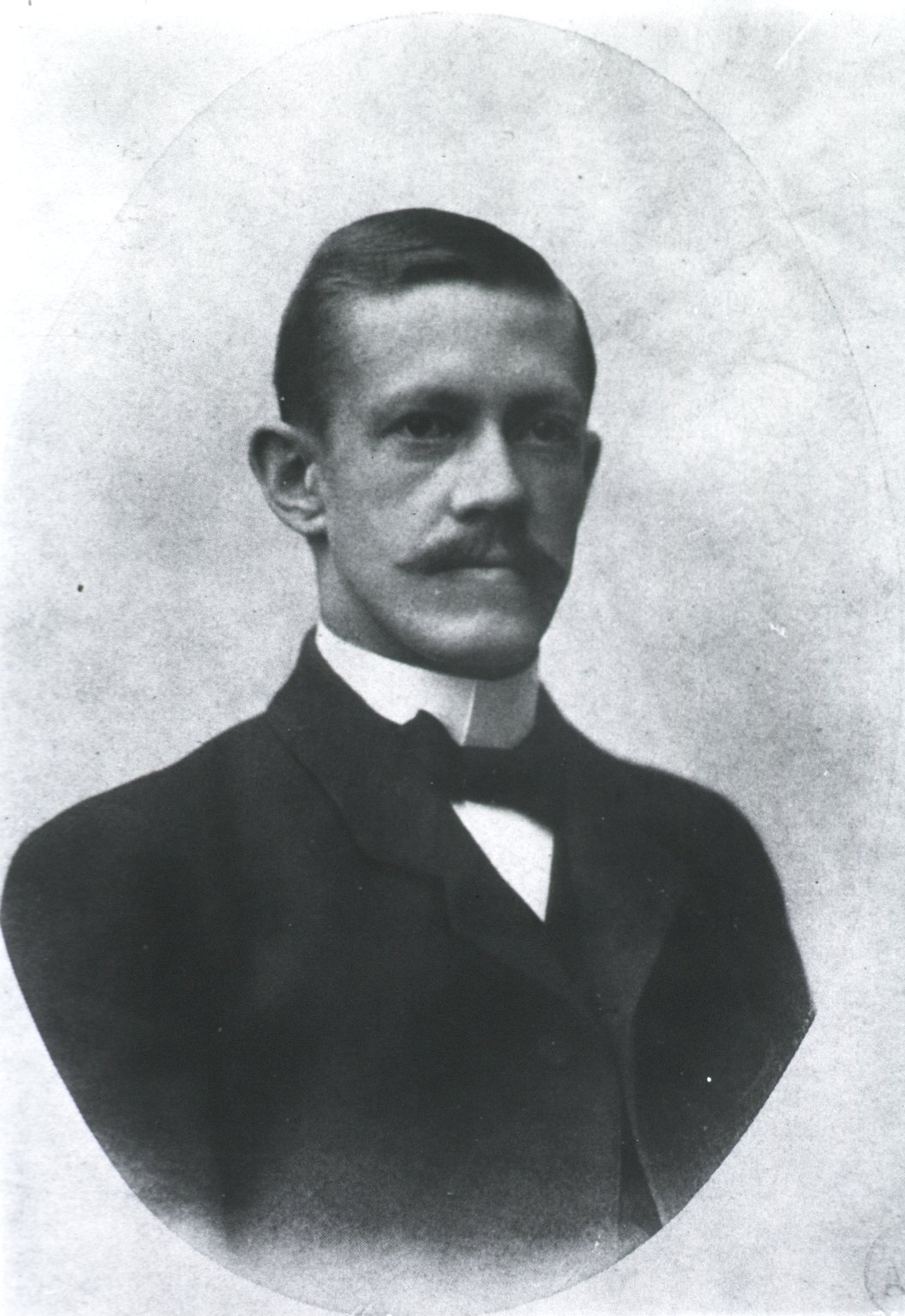
Allvar Gullstrand, vor 1913

Allvar Gullstrand (Aussprache [ˌalːvaɹ ˈgɵlːstɹand], * 5. Juni 1862 in Landskrona; † 28. Juli 1930 in Stockholm) war ein schwedischer Augenarzt. Er führte ab 1890 Studien über den Astigmatismus und andere Refraktionsanomalien des Auges durch und erhielt für seine Forschungen zur Dioptrik 1911 den Nobelpreis für Physiologie oder Medizin.

## Leben
Allvar Gullstrand wurde in der südschwedischen Hafenstadt Landskrona als Sohn des medizinischen Offiziers Pehr Alfred Gullstrand und seiner Frau Sofia geboren. Er studierte von 1880 bis 1888 an der Universität Uppsala, 1885 für ein Jahr an der Universität Wien. Nach der Promotion 1890 wurde er Dozent für Augenheilkunde. 1894 bis 1913 war er der erste Professor für Augenheilkunde an der Universität Uppsala. Er untersuchte vor allem auf dem Gebiet der Dioptrik die Brechkraft des Auges. 1911 wurde er mit dem Medizinnobelpreis „für seine Arbeiten über die optischen Eigenschaften des Auges“ ausgezeichnet. 1914 erhielt er eine personengebundene Professur für physikalische und physiologische Optik an der Universität Uppsala, die er bis zu seiner Emeritierung 1927 bekleidete.
Allvar Gullstrand heiratete 1885 Signe Christina Breitholtz. Sie hatten eine Tochter, die jedoch sehr früh verstarb.
1904 wurde er Mitglied der Königlichen Gesellschaft der Wissenschaften in Uppsala, 1905 der Königlich Schwedischen Akademie der Wissenschaften, 1917 der Königlichen Wissenschafts- und Literaturgesellschaft in Göteborg und 1924 der Königlich Preußischen Akademie der Wissenschaften.
1970 wurde ein Mondkrater nach ihm benannt.

## Werk
Allvar Gullstrand beschäftigte sich vor allem mit den optischen Eigenschaften des Auges, einem Gebiet, welches er sich zum größten Teil selbst beibrachte. Die Basis seiner Arbeit legte er 1890 mit einer Veröffentlichung über den Astigmatismus (Sehstörung durch eine krankhafte Hornhautkrümmung) und in nachfolgenden Veröffentlichungen über weitere Augenfehler. Besondere Anerkennung fanden seine Grundlagenarbeiten über die optische Abbildung im Auge und die Eigenschaften der Linse im Auge des Menschen (1900), weitere grundsätzliche Arbeiten über die physiologische Optik folgten. Diese spannten sich von Untersuchungen über die Lähmung der Augenmuskeln über die Hornhautrefraktion bis hin zur Färbung der Macula centralis in der Retina (Netzhaut). Die meisten dieser Veröffentlichungen erhielten hochwertige Auszeichnungen. Ab 1910 wurde das Gullstrandsche Ophthalmoskop, ein stereoskopischer Augenspiegel, in der gesamten augenärztlichen Welt benutzt. 

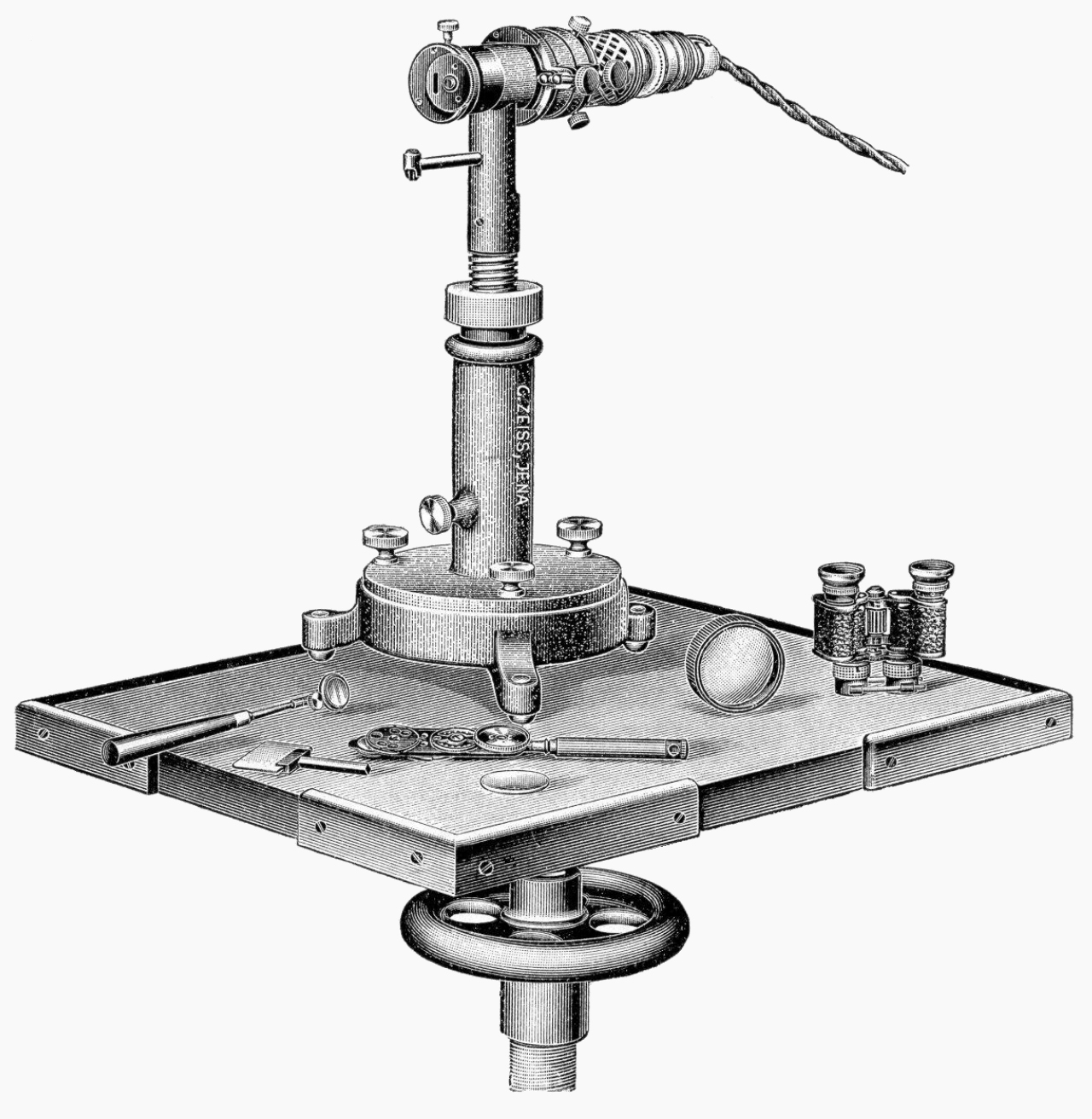
Spaltlampe

 Ein Jahr darauf trat die Gullstrandsche Spaltlampe ihren Siegeszug an. Beide Instrumente entwickelte Gullstrand wohl um 1900.
Gullstrand arbeitete auch an prinzipiellen physikalischen Fragen zur Bildgebung und zur Lichtbrechung an optischen Geräten und entwickelte außerdem einige wichtige Geräte für die Augenheilkunde.
Außerdem leitete er die Gullstrandsche Formel her:
{\displaystyle D_{\text{ges}}=D_{1}+D_{2}-{\frac {d}{n}}D_{1}\,D_{2}}
Dabei bezeichnet
- {\displaystyle D_{\text{ges}}} den Brechwert des gesamten Auges
- {\displaystyle D_{1}} den Brechwert der Hornhaut
- {\displaystyle D_{2}} den Brechwert der Linse
- {\displaystyle d} den Abstand zwischen Hornhaut und Linse
- {\displaystyle n} den Brechungsindex des Kammerwassers zwischen Hornhaut und Linse

## Wirken im Nobel-Komitee
Als Mitglied des Nobel-Komitees war er hauptsächlich dafür verantwortlich, dass Albert Einstein nicht den Nobelpreis für die Relativitätstheorie bekam, die Gullstrand ablehnte. Er versuchte, eine eigene Theorie zu entwickeln, und führte in diesem Zusammenhang etwa gleichzeitig mit Paul Painlevé Gullstrand-Painlevé Koordinaten für die Schwarzschild-Lösung der Allgemeinen Relativitätstheorie ein, die frühzeitig und noch vor den Kruskal-Szekeres-Koordinaten aus der Mitte der 1950er Jahre die unphysikalische Natur der Singularität der Schwarzschild-Koordinaten auf dem Schwarzschild-Radius zeigten. Einstein erhielt schließlich für 1921 doch noch den Nobelpreis (verliehen 1922), nachdem der Physiker Carl Wilhelm Oseen in das Nobelkomitee kam und Einsteins Auszeichnung für den photoelektrischen Effekt durch geschicktes Vorgehen durchsetzte. Er war mit Gullstrand befreundet und verknüpfte den Preis für Einstein, der seit Jahren von führenden Physikern gefordert wurde, mit einer Verleihung an Niels Bohr.